# يوجين سوتون
يوجين سوتون (بالإنجليزية: Eugene Sutton)‏ هو قسيس أمريكي، ولد في 9 يناير 1954.